# Xandão
Alexandre Luiz Reame, dit Xandão, est un footballeur brésilien né le 23 février 1988 à Araçatuba (São Paulo). Il évolue au poste de défenseur central.

## Carrière
Son heure de gloire arrive le 8 mars 2012 quand il marque l'unique but de la victoire du Sporting face à Manchester City d'une somptueuse talonnade, en huitième de finale aller de la Ligue Europa.
Le 17 avril 2019, il s’engage avec le Guarani FC.